# Козобродов, Алексей Фёдорович
Алексей Фёдорович Козобродов — советский хозяйственный, государственный и политический деятель, Герой Социалистического Труда.

## Биография
Родился в 1920 году в Романовском районе Саратовской области. Член КПСС.
Участник Великой Отечественной войны. С 1946 года — на хозяйственной, общественной и политической работе. В 1946—1980 гг. — на советской и партийной работе в сельском хозяйстве Саратовской области, первый секретарь Ровенского райкома КПСС, первый секретарь Ершовского райкома КПСС, секретарь парткома Энгельсского производственного колхозно-совхозного управления, первый секретарь Энгельсского райкома КПСС.
Указом Президиума Верховного Совета СССР от 11 января 1957 года присвоено звание Героя Социалистического Труда с вручением ордена Ленина и золотой медали «Серп и Молот».
Избирался депутатом Верховного Совета РСФСР 6-го созыва.
Делегат XXII и XXIV съездов КПСС.
Умер в Энгельсе в 1978 году.